# Homeland (Georgia)
Homeland è una città degli Stati Uniti d'America, situata in Georgia, nella Contea di Charlton.